# Goal!
Goal! is een door Danny Cannon geproduceerde film, die in 2005 uitkwam. Het is het eerste deel van een trilogie over voetbal, waarin hoofdpersoon Santiago professioneel voetballer wordt. De films worden ondersteund door voetbalbond FIFA, waardoor in de film echte clubs gebruikt kunnen worden, terwijl ook vele voetbalspelers in de film te zien zijn. Goal! 2 kwam uit in februari 2007, Goal! 3 werd in 2009 verwacht.

## Rolverdeling
- Kuno Becker - Santiago Munez
- Alessandro Nivola - Gavin Harris
- Marcel Iures - Erik Dornhelm
- Stephen Dillane - Glen Foy
- Anna Friel - Roz Harmison
- Kieran O'Brien - Hughie McGowan
- Sean Pertwee - Barry Rankin
- Cassandra Bell - Christina
- Alejandro Tapia - Julio

### Gastoptredens of beeldmateriaal
- David Beckham
- Zinédine Zidane
- Raúl
- Sven-Göran Eriksson
- Alan Shearer
- Martin Tyler
- Stephen Carr
- Lee Bowyer
- Laurent Robert
- Jermaine Jenas
- Kieron Dyer
- Titus Bramble
- Brian Johnson
- Michael Chopra
- Jean-Alain Boumsong
- Rob Lee
- Rafael Benítez
- Patrick Kluivert
- Paul Konchesky
- Milan Baroš
- Steven Gerrard
- John Arne Riise
- Jamie Carragher
- Igor Bišćan
- Frank Lampard
- Joe Cole
- Andrij Sjevtsjenko
- Mauricio Fossa
- Wayne Rooney